# 谢才明
谢才明（？—），四川人，中国退役男子跳水运动员。他曾在伊朗德黑兰举行的1974年亚洲运动会中获得跳水男子3米跳板项目金牌。